# Císařov
Císařov (in tedesco Kaiserswerth) è un comune della Repubblica Ceca facente parte del distretto di Přerov, nella regione di Olomouc.